# Estricazione
L'estricazione da un veicolo è il processo di rimozione di un paziente traumatizzato da un veicolo coinvolto in una collisione.
I pazienti che non sono ancora usciti da un veicolo incidentato potrebbero essere intrappolati fisicamente o impediti per problemi sanitari.

## Operazioni
Una volta resa sicura la scena dell'incidente, si può procedere all'estricazione. L'estricazione dal veicolo può essere suddivisa in sei fasi:
1. Valutazione della sicurezza e della scena
2. Stabilizzazione e accesso iniziale

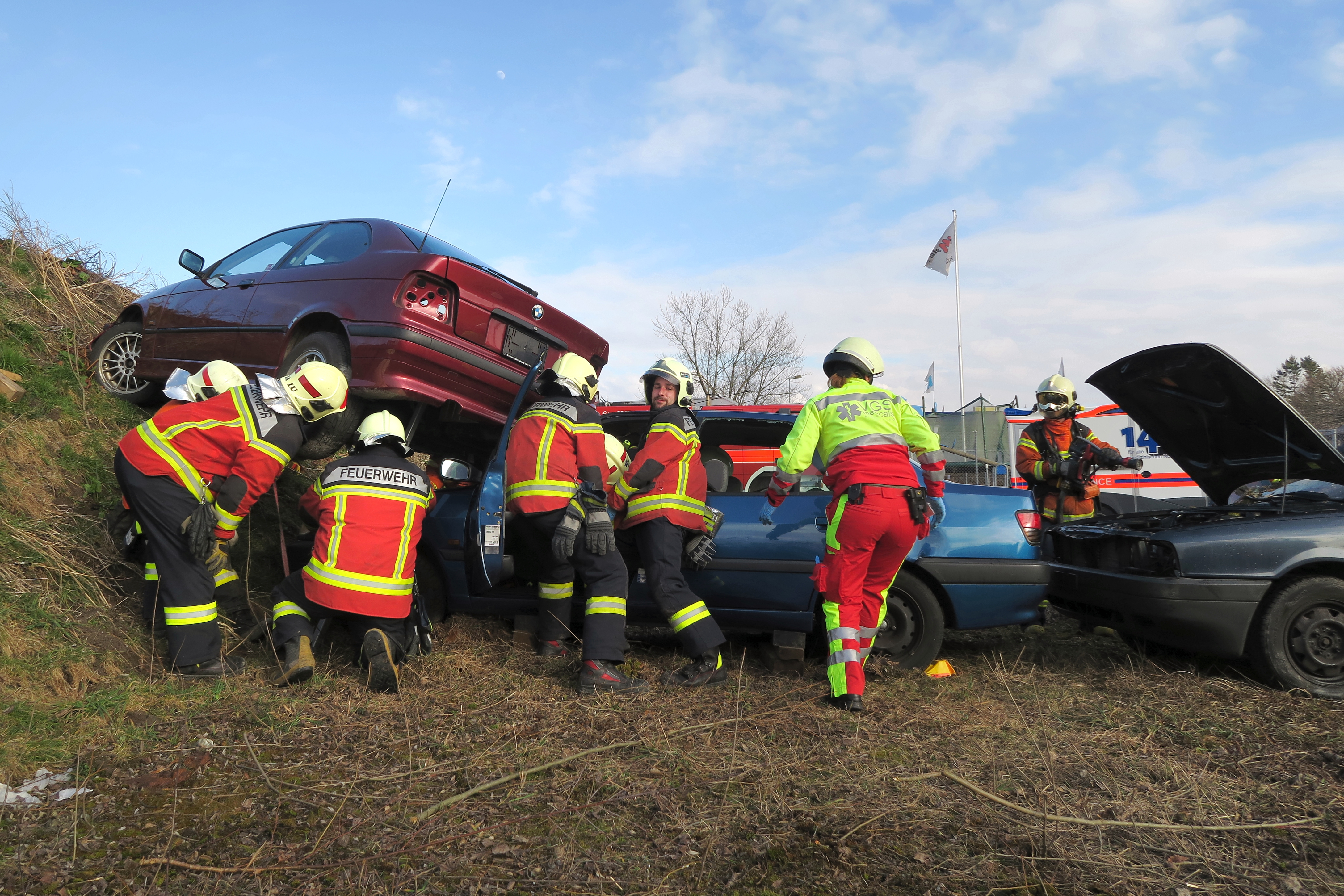
Una squadra di vigili del fuoco e tecnici del soccorso mette in sicurezza i veicoli durante un'operazione di addestramento.

3. Gestione dei vetri
4. Creazione dello spazio
5. Accesso completo
6. Immobilizzazione ed estrazione

### Valutazione della sicurezza e della scena
Una volta protetta la scena, ad esempio da altro traffico in movimento, il comandante dei vigili del fuoco completerà una rapida valutazione per identificare eventuali pericoli significativi che potrebbero presentare rischi immediati per i soccorritori, il paziente o i pazienti. Ciò può includere incendi, sostanze pericolose, il rischio di cadute dall'alto, folgorazione.

### Stabilizzazione e accesso iniziale
La stabilizzazione può essere concepita come un processo suddiviso in tre fasi. La fase 1 è la stabilizzazione rapida, con metodi semplici per migliorare la stabilità del veicolo (applicazione del freno di stazionamento, applicazione di un cuneo alla ruota, applicazione di un cavo per verricello, sgonfiare gli pneumatici, isolamento elettrico del veicolo).
La fase 2 è la stabilizzazione ottenuta utilizzando cunei sotto e intorno al veicolo.
La fase 3 prevede l'uso di attrezzature aggiuntive per stabilizzare il veicolo. Questo potrebbe essere più complesso e includere attrezzature di stabilità idrauliche/pneumatiche, borse da sollevamento, montanti.

### Gestione dei vetri
La gestione dei vetri implica il controllo del rischio rappresentato dai finestrini del veicolo.
Non si tratta solo della rimozione dei finestrini del veicolo: deve includere anche il controllo di eventuali frammenti di vetro che potrebbero rappresentare un rischio per il paziente e il personale del pronto soccorso intervenuto, o che potrebbero danneggiare le apparecchiature, in particolare i tubi idraulici.

### Creazione dello spazio
La fase di creazione dello spazio inizia con una valutazione strutturale del veicolo coinvolto per determinare quali componenti del veicolo potrebbero essere semplicemente aperti, spostati o manipolati utilizzando le caratteristiche di progettazione naturali del veicolo. Ciò include l'apertura di porte, finestrini o tettucci apribili e lo spostamento/rimozione di sedili o poggiatesta. Oltre a ciò, verrà formulato un piano di estricazione che indicherà nel dettaglio quali parti della carrozzeria del veicolo dovranno essere rimosse, spostate o riformate per consentire l'accesso al paziente o ai pazienti.
Si dovrebbe anche prendere in considerazione lo spostamento del veicolo coinvolto nell'incidente se ciò favorirà la creazione di spazio. È consentito spostare veicoli con pazienti ancora a bordo se ritenuto sicuro. La ricollocazione dei veicoli incidentati può migliorare la sicurezza, ridurre i tempi di soccorso e garantire un migliore accesso alla vittima.

### Accesso completo
L'accesso completo mira a garantire che vi sia spazio sufficiente per soddisfare e superare le esigenze cliniche del paziente e per soddisfare le esigenze del personale di soccorso. La creazione dello spazio dovrebbe consentire l'accesso al personale qualificato per raggiungere il paziente. Possono valutare il paziente e, se necessario, intraprendere interventi quali fermare un'emorragia, aprire le vie aeree ostruite, somministrare farmaci.

### Immobilizzazione ed estrazione
In passato si pensava che le persone coinvolte in incidenti stradali dovessero sempre essere trattate con estrema cautela, ad esempio utilizzando collari cervicali e tavole di immobilizzazione spinale. Tuttavia, questa affermazione non è supportata dalle prove disponibili: i pazienti devono essere incoraggiati o assistiti nell'auto-estrazione dal veicolo incidentato come piano di estricazione di prima linea, a meno che il paziente non riesca a comprendere o seguire le istruzioni, oppure il paziente non sia in grado di stare in piedi (o si sospetta che non sarebbe in grado di stare in piedi) a causa di un infortunio o di condizioni quali impalamento, sospetta frattura pelvica, segni di trauma cranico (vertigini o confusione).
Se è necessaria l'estricazione, i pazienti non devono essere movimentati su una tavola spinale, poiché può causare lesioni da pressione e falsi positivi in un successivo esame della schiena.
I collari cervicali non proteggono adeguatamente il collo, aumentano la pressione intracranica, impediscono la gestione delle vie aeree e causano ulcere da pressione; il loro uso di routine non è consigliato e quando utilizzati dovrebbero essere allentati il prima possibile.